# Крабб
Крабб (нем. Krabbe, от нем. krabbeln — барахтаться, копошиться, ползать) — декоративный элемент готической архитектуры в виде причудливо изогнутых листьев, полураспустившихся бутонов или цветков, как бы выползающих или распускающихся на острых рёбрах шпилей, пинаклей, карнизов вимпергов.
Издали ряды краббов похожи на вереницы зубчиков, что усиливает их орнаментальное значение: подчёркивание силуэтов архитектурных деталей, усиление их выразительности на фоне неба. Вблизи становится понятной их причудливая пластика, не свойственная материалу, из которого они сделаны — твёрдого камня. 
В редких случаях краббы резали из дерева — они украшали готическую мебель, кресла церковных хоров, а также миниатюрные архитектонические реликварии из бронзы или позолоченного серебра, монстранцы, киоты, балдахины, кивории, табернакли. В этих случаях проявлялся характерный для искусства готики принцип миниатюризации: уподобления малых форм архитектонике готического собора в целом.

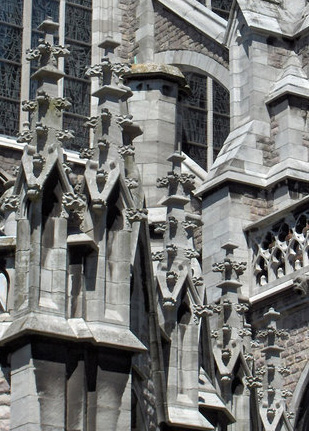
Краббы на шпилях собора в Остенде, Бельгия
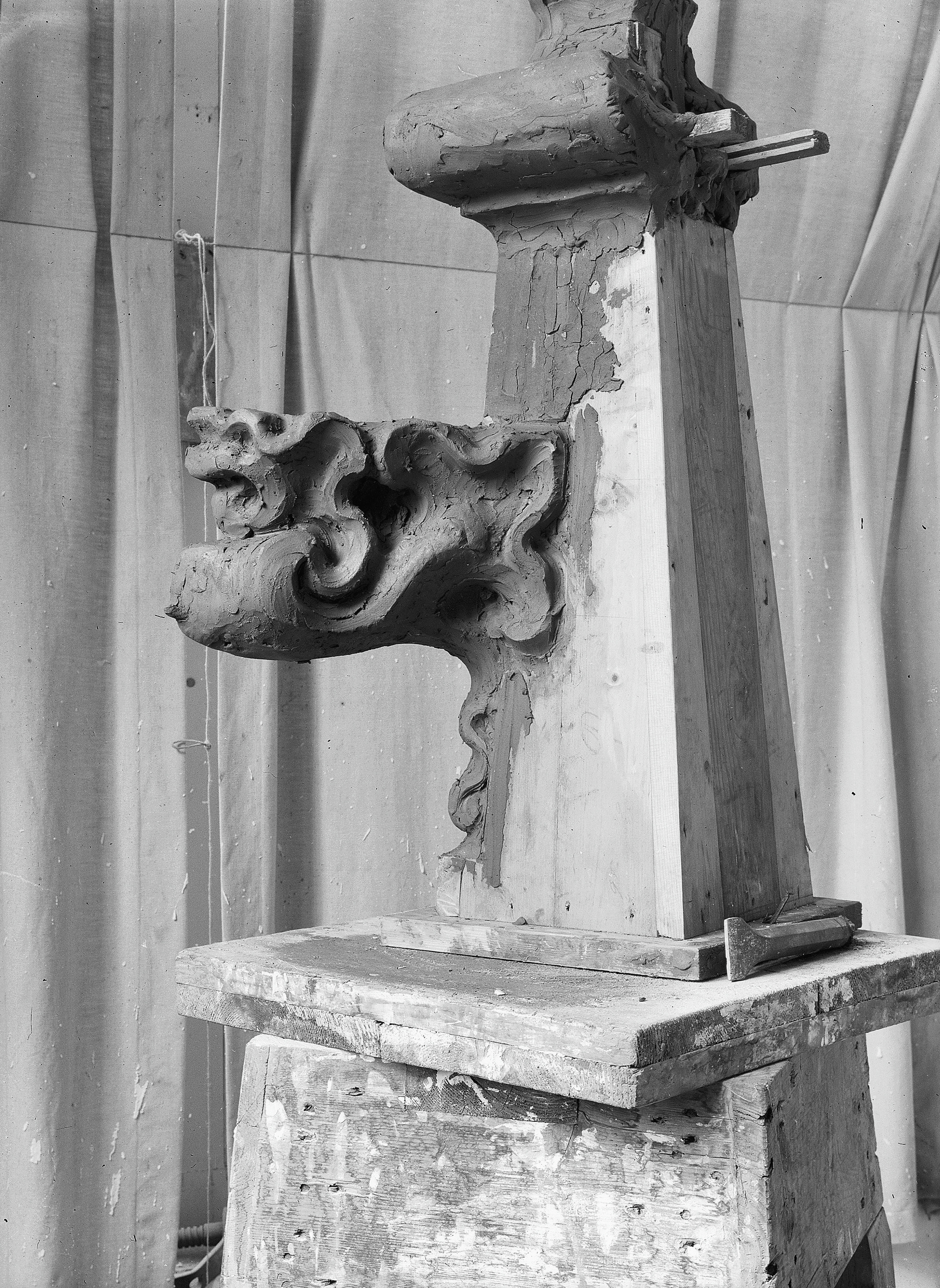
Реставрация крабба. Гротекерк, Роттердам
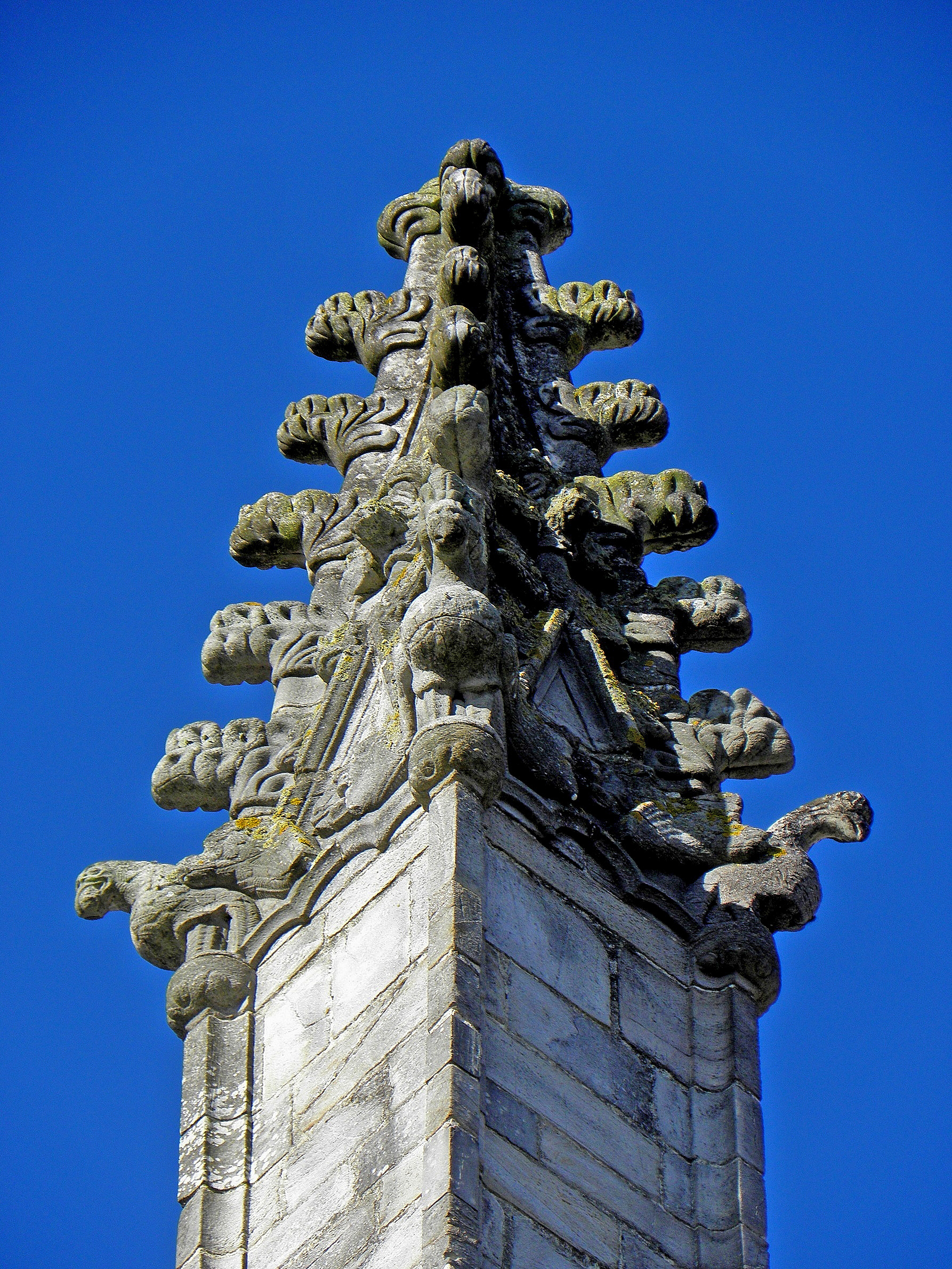
Нотр-Дам де Витре, Франция